# Patró mimètic
Un patró mimètic, o patró de camuflatge (també conegut com a esquema mimètic, esquema de camuflatge i motiu mimètic), és un tipus concret de disseny de superfície camuflada (generalment per a roba), definit per la forma, els colors, la grandària i la disposició dels elements que el componen. El català patró mimètic equival a l'anglès camouflage pattern i camouflage scheme; a l'al. Tarnmuster; a l'esp. esquema de camuflaje i patrón de camuflaje; al francès motif de camouflage; a l'it. motivo mimetico i schema mimetico; al portugués padrão de camuflagem i padrão camuflado; etc., etc.
Un sinònim complementari de patró mimètic és patró disruptiu, terme amb què es fa èmfasi en un matís: la funció del camuflatge és desdibuixar la forma del portador, o sigui, ésser un element disruptiu de la forma.

## Característiques generals
La majoria de patrons mimètics són d'ús en medi boscós o de jungla tropical; però també n'hi ha de nivals i de desèrtics.
Un mateix patró mimètic pot presentar diverses variants; per exemple, el patró lagarto portuguès és una versió vertical del patró lleopard francès, que és horitzontal; el patró pletsløring danès (propi de l'uniforme M/84) és un reacoloriment del Flecktarn alemany; molts exèrcits han elaborat versions pròpies del patró DPM britànic, així com molts altres han desenvolupat sengles imitacions del woodland estatunidenc; etc., etc.
D'altra banda, cal distingir el patró mimètic del model d'uniforme a què s'aplica. Un mateix model d'uniforme pot presentar variants llisa i mimètica. O ésser estampat en patrons diversos successivament; per exemple, l'uniforme txecoslovac m. 1960 s'estampava inicialment en el patró clapejat mlok, i a partir de 1963 en el patró pluvial jehliči. Encara: un mateix patró mimètic pot aplicar-se a diversos models concrets d'uniforme. Per exemple, a l'exèrcit suís el patró Alpenflage fou comú a diversos models successius d'uniforme usats entre 1957 i 1993. El patró Flecktarn va néixer a la Bundeswehr el 1976, per a forces especials; i el 1990 un nou model en Flecktarn hi esdevindria universal per a totes les forces.
Estudiosos i col·leccionistes acostumen d'agrupar els diversos patrons mimètics en famílies mimètiques, al seu torn subdivisibles en grups mimètics, segons afinitats de divers tipus, i en funció de criteris així mateix diversos.

## Exemples concrets
Alguns patrons mimètics especialment cèlebres, influents o notoris són:
- ABL
- Alpenflage
- ameba
- beriozka
- brushstroke
- CADPAT
- chocolate chip
- deszczyk
- disruptive pattern (DPM)
- duck hunter
- ERDL
- Flächentarn
- Flecktarn
- flora
- fullatge (létniï kamufliaj)
- Leibermuster
- lleopard (léopard, lizard)
- mlok
- moro
- MultiCam
- Platanenmuster
- Splittermuster
- Strichtarn
- telo mimetico
- UCP
- woodland

## Famílies tipològiques
Els nombrosos patrons concrets poden agrupar-se en famílies de patrons segons afinitats tipològiques. Una classificació útil (basada en la de la Camopedia) fóra la següent:
- patrons clapejats
  - patró telo mimetico
  - grup Waffen-SS, amb derivacions posteriors com el Fleckerlteppich i el Flecktarn
  - grup ameba
  - grup beriozka
  - grup caçador d'ànecs (duck hunter)
  - grup Leibermuster, amb el patró Alpenflage i altres
  - grup fullatge (escola estatunidenca), o leaf/woodland
  - grup de trencaclosques (puzzle, jigsaw)
  - grup chocolate chip
  - grup flora
  - molts patrons aïllats, com ara Flächentarn, moro, etc.

- patrons geomètrics (o, aplicats a roba, estellats) (Splittermuster, splinter)

- patrons pinzellats
  - grup cop de brotxa (brushstroke)
  - grup lleopard (leópard, lizard, lagarto)
  - grup tigrat (tiger stripe)
  - grup disruptiu (disruptive pattern, DPM)

- patrons de fullatge (escola soviètica)

- patrons pluvials (deszczyk, jehliči, Strichtarn, rain, needle)

- patrons digitals (o pixelats): dissenyats per ordinador mitjançant píxels, amb què resulten més difusos per a l'ull humà

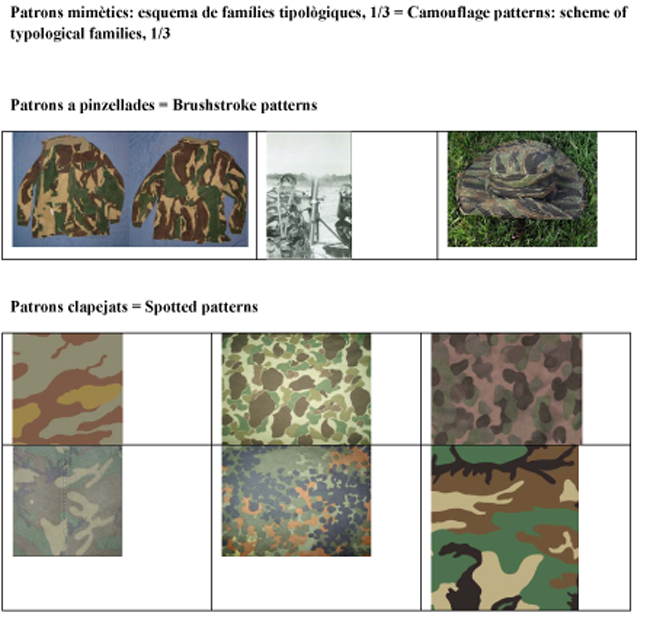
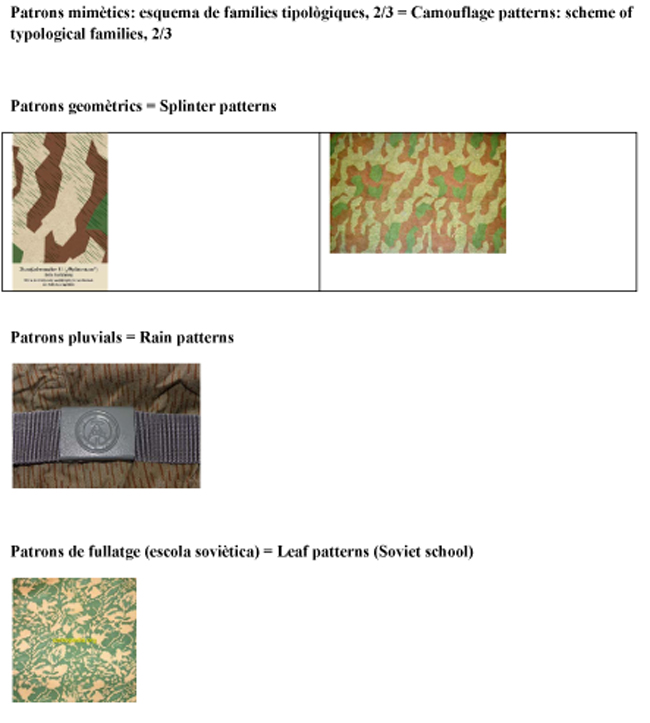
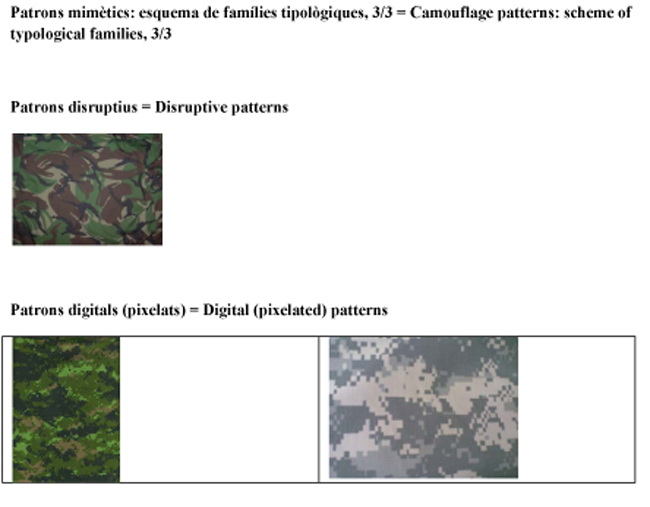

Visualitzant-ho en exemples:

## Síntesi històrica
Tractem ací els patrons antonomàstics, és a dir, els boscosos o tropicals (acolorits, per a jungla tropical o per a muntanya i bosc temperats, etc.): són aquells en què va néixer i s'ha desenvolupat més, històricament, la uniformologia mimètica, i alhora aquells amb què està més familiaritzat el gran públic. Per als patrons nivals i desèrtics, vegeu la cronologia de més avall, així com l'article Camuflatge militar. Vegeu també, més avall, alguna referència als models especialitzats de franctirador, potser més afins a l'equipament que no a la uniformologia.
Les famílies de patrons més antigues són la clapejada i la geomètrica. Durant la Primera Guerra Mundial hom aplicà camuflatge clapejat a tancs, avions, peces artilleres, etc., mentre que l'exèrcit alemany pintava motius geomètrics als cascos, i també als avions. En aquell període, però, no es crearen uniformes mimètics: la Section de camouflage de l'exèrcit francès experimentà amb motius diversos (clapejats, pinzellats, etc.) aplicats manualment a la roba, però no foren confeccionats en sèrie.
La primera aplicació del camuflatge a roba militar, en forma estandarditzada i confeccionada en sèrie, es dona en les tendes de campanya i tendes-ponxo, començant per la italiana (telo mimetico) de 1929, clapejada, i continuant amb la Zeltbahn alemanya de 1931, geomètrica i reversible, amb què neix la subfamília estellada. La versió italiana seria imitada per Hongria (1938, en versió reversible), i l'alemanya per Suïssa (Zelteinheit 1901, de 1938). El pas següent seria la funda mimètica.
D'ací endavant ens referim als uniformes mimètics complets. Aquests apareixen per primera volta a l'Alemanya nazi a mitjans dels anys trenta, a l'URSS a partir de 1938, i en altres estats durant la Segona Guerra Mundial. Es destinen a determinats cossos, escenaris o tasques; no serà fins entorn de 1990 quan s'establirà la pauta que la forma bàsica d'uniforme de campanya per a tot l'exèrcit sigui de camuflatge (vegeu, més avall, #Pioners de la universalització).
A partir dels anys trenta fou el Tercer Reich qui investigà més a fons en el camuflatge; així desenvolupà diversos patrons per a nombrosos models d'uniforme de camuflatge complet fabricats en sèrie. En el cas de la Wehrmacht es tractava de patrons estellats, com el cèlebre Splittermuster (1931), tots els quals integraven un element pluvial; al principi d'ús exclusiu en la Zeltbahn, a partir de 1941 s'aplicaren a sobreuniformes o uniformes complets. Paral·lelament les Waffen-SS usaven patrons clapejats, en una saga llarga i complexa engegada experimentalment el 1937 i industrialment el 1938. El darrer patró nazi, aquesta volta clapejat, fou el Leibermuster (1945), compartit per la Wehrmacht i les Waffen-SS. A partir de 1943 tant les tropes alemanyes d'ocupació d'Itàlia com les forces especials de Salò reutilitzaren el telo mimetico de 1929 per a confeccionar-se'n uniformes. La família geomètrica, en la forma estellada, continuaria en ús a la RFA fins al 1959; posteriorment la seva sort ha estat esporàdica (si n'excloem la derivació pluvial).
L'Exèrcit Roig usà patrons de tipus clapejat, com l'ameba (1938) i el beriozka (1944), i seguidament creà la família de fullatge (1941). La família clapejada predominarà en el camuflatge soviètic, i després en el rus.
Els patrons pinzellats són de matriu britànica (els francesos no havien tingut continuïtat). S'inauguren amb el patró cop de brotxa (brushstroke) usat en la Denison smock (1941) dels paracaigudistes. Els primers exemplars eren pintats a mà, a cops de brotxa (brushstrokes), sobre bruses de salt (jump smocks) caqui de paracaigudista, les cèlebres Denison smocks; el disseny final denota clarament aquest origen.
Les tropes estatunidenques, sobretot els marines, usaren a voltes un patró clapejat molt primitiu, el caçador d'ànecs (duck hunter, 1942), bàsicament al front del Pacífic. La família de patrons clapejats, emperò, se sofisticaria moltíssim en les dècades següents. Per qualitat i influència hi destaquen, entre d'altres: 
- el patró estatunidenc ERDL (col·loquialment leaf pattern, 'patró de fullatge'), de 1948, per a ús en jungla tropical, així com la seva derivació directa, el cèlebre woodland ('boscós'), de 1981, per a ús en medi boscós temperat.
- el grup de patrons de trencaclosques (ABL), típicament belga, sorgit el 1956.
- el patró Flecktarn, creat per la Bundeswehr el 1976, i probablement derivat de la tradició clapejada de les Waffen-SS.
- el patró flora rus, llançat el 1998.

Un cas especial entre els patrons clapejats és l'Alpenflage suís (1955, aplicat a uniformes complets d'ençà 1957), altament recognoscible, i derivat del Leibermuster nazi.
Alhora es diversificà també la família pinzellada. El 1951, com a evolució del patró britànic a cops de brotxa sorgeix a França el patró lleopard (léopard, lizard), a pinzellades horitzontals, molt usat en les guerres colonials i amb nombroses imitacions, entre les quals destaca la portuguesa, a pinzellades verticals. Entre 1959 i 1960 n'apareix a Vietnam del Sud una altra evolució, el patró tigrat, típic del Sud-est asiàtic. Finalment, a partir de 1960 certes forces d'elit britàniques adopten el primer model de patró del grup disruptiu, en què podria considerar-se que la tradició pinzellada es combina amb elements clapejats; neix així la saga del disruptive pattern material (DPM), típicament britànica i prou imitada en altres exèrcits.
Els patrons pluvials neixen amb el deszczyk ('gota de pluja') polonès de 1958, i esdevindran típics del Pacte de Varsòvia (Polònia, Txecoslovàquia, RDA, Bulgària). Es limiten a prendre l'element pluvial procedent dels patrons estellats de la Wehrmacht, i a aïllar-lo sobre fons llis.
Finalment, la família digital o pixelada neix amb el patró canadenc CADPAT (1997). Avui aquesta família és la predominant internacionalment. Entre els patrons digitals de major èxit es compta el MultiCam (2002), d'origen comercial i ús civil, però alhora emprat oficiosament en campanya per diversos exèrcits; en són imitacions o desenvolupaments patrons militars com l'MTP britànic (2011), l'NZDF neozelandès (2012), l'OCP estatunidenc (2014) i l'AMC australià (2014).

## Síntesi cronològica
Alguns patrons clau: primeres aplicacions a uniformes complets.
- 1900: primeres granotes amb fullatge incorporat (ghillie suits) per a franctiradors militars (Regne Unit, unitats escoceses)
- v. 1915-1918: primers sobreuniformes blancs com a camuflatge nival (Àustria-Hongria, Itàlia, Imperi Otomà, etc.)
- 1927: primer sobreuniforme mimètic soviètic: granota de tipus ghillie suit
- 1937: clapejats de les Waffen-SS (Tercer Reich)
- 1938: ameba (URSS)
- 1941: estellats aplicats a uniformes i sobreuniformes de la Wehrmacht (Tercer Reich)
- 1941: brushstroke en bruses de salt de paracaigudista (Regne Unit)
- 1941: fullatge (URSS)
- 1941: telo mimetico aplicat a bruses de salt de paracaigudista (Itàlia)
- 1942: duck hunter (EUA)
- 1944: beriozka (URSS)
- 1945: Leibermuster (Tercer Reich)
- 1948: ERDL, àlies fullatge (EUA); aplicat a partir de 1967
- 1951: lleopard (França)
- 1951: telo mimetico com a uniforme de campanya de tot l'exèrcit (Itàlia), primer cas en la història
- 1956: trencaclosques (Bèlgica)
- 1956: primer camuflatge específicament desèrtic, reversible amb clapejat (Egipte) [el camuflatge desèrtic serà privatiu dels estats del Pròxim Orient durant dècades; la resta del món s'hi acontentava amb caqui llis]
- 1957: Alpenflage (Suïssa), Flächentarn (RDA) i Fleckerlteppich (Àustria)
- 1958: deszczyk (Polònia)
- 1959 o 1960: tigrat (Vietnam del Sud)
- 1960: DPM (Regne Unit)
- 1968: moro (Polònia)
- 1971: chocolate chip (EUA), primer camuflatge desèrtic produït fora del Pròxim Orient
- 1976: Flecktarn (RFA)
- 1981: woodland (EUA)
- 1981: primera aplicació sistemàtica del chocolate chip a uniformes desèrtics (EUA). S'inaugura l'ús internacional de comptar amb patrons específicament desèrtics, o bé amb versions desèrtiques dels patrons boscosos
- 1990-1991: comença a universalitzar-se l'ús d'uniformes de campanya mimètics per a tot l'exèrcit, i no tan sols per a forces d'elit
- 1997: CADPAT (Canadà), primer cas de patró pixelat
- 1998: flora (Federació Russa)
- 2002: MultiCam (comercial)

## Pioners de la universalització
Entre els primers estats a universalitzar l'uniforme mimètic de campanya per a tot l'exèrcit hi ha:
- Itàlia: 1951-1975, sobreuniforme clapejat en telo mimetico; el 1975 passa a un uniforme monocolor en verd oliva;
- República Federal d'Alemanya: 1956-1959, nova versió del Splittermuster, estellat; el 1959 revertiria al monocolor (en verd oliva).
- República Democràtica Alemanya: 1949/56-1957/58, ameba d'estil soviètic, clapejat; 1957-1965, Flächentarn, clapejat; 1965-1990, Strichtarn, pluvial.
- Suïssa: 1957-1993, Alpenflage, clapejat; el 1993 el substituiria el TAZ 90, també clapejat.
- Àustria: 1957-1978, Fleckerlteppich, clapejat; el 1978 reverteix al llis en verd oliva.
- Polònia: 1958-1968, deszczyk, pluvial; el succeirien una sèrie peculiar de clapejats: moro (1968), pantera (1989) i puma (1993).
- Finlàndia: 1962-1991, m. 1962, clapejat, seguit d'altres models mimètics (1991, 2005).
- Txecoslovàquia: 1963-1985, jehliči, pluvial; el 1985 passa a un uniforme monocolor en verd oliva.